# Idiocera sachalinensis
Idiocera sachalinensis là một loài ruồi trong họ Limoniidae. Chúng phân bố ở miền Cổ bắc.